# Comunidade de Madrid
A Comunidade de Madrid (português europeu) ou Comunidade de Madri (português brasileiro) é uma das 17 comunidades autónomas da Espanha, localizada no centro do país. É uma comunidade uniprovincial, cujo nome é partilhado também com a sua capital. Limita com as províncias castelhanas de Guadalajara, Cuenca, Toledo, Ávila e Segóvia. Tem 8 021,8 km² de área e em 2012 tinha 6 436 996 habitantes (densidade: 802,4 hab./km²), concentrados sobretudo na área metropolitana de Madrid. É a terceira comunidade em termos de população e a mais densamente povoada. O seu PIB equivale a 18,3% do PIB espanhol.
A sua formação deu lugar a um intenso debate político em finais dos anos 1970. A província fazia parte da região de Castela-a-Nova desde o século XIX e foram apresentadas propostas para que formasse uma nova comunidade autónoma juntamente com restantes as províncias dessa região, com a atribuição de um regime especial à província de Madrid por albergar a capital nacional. Em 1981, foi decidida a sua integração numa comunidade separada, a qual foi dotada de um Estatuto de Autonomia em 1983.

## História
O território da atual Comunidade de Madrid foi uma região pouco importante durante o Império Romano. Depois da Reconquista, o território passou a pertencer ao Reino de Castela. No século XVI, o rei Filipe II estabeleceu a capital da sua monarquia na vila de Madrid.
O Estatuto de Autonomia foi aprovado em 1 de março de 1983. A Província de Madrid foi constituída como Comunidade Autónoma pela Lei Orgânica 3/1983, de 25 de fevereiro de 1983 e com a denominação de Comunidade de Madrid.

## Geografia

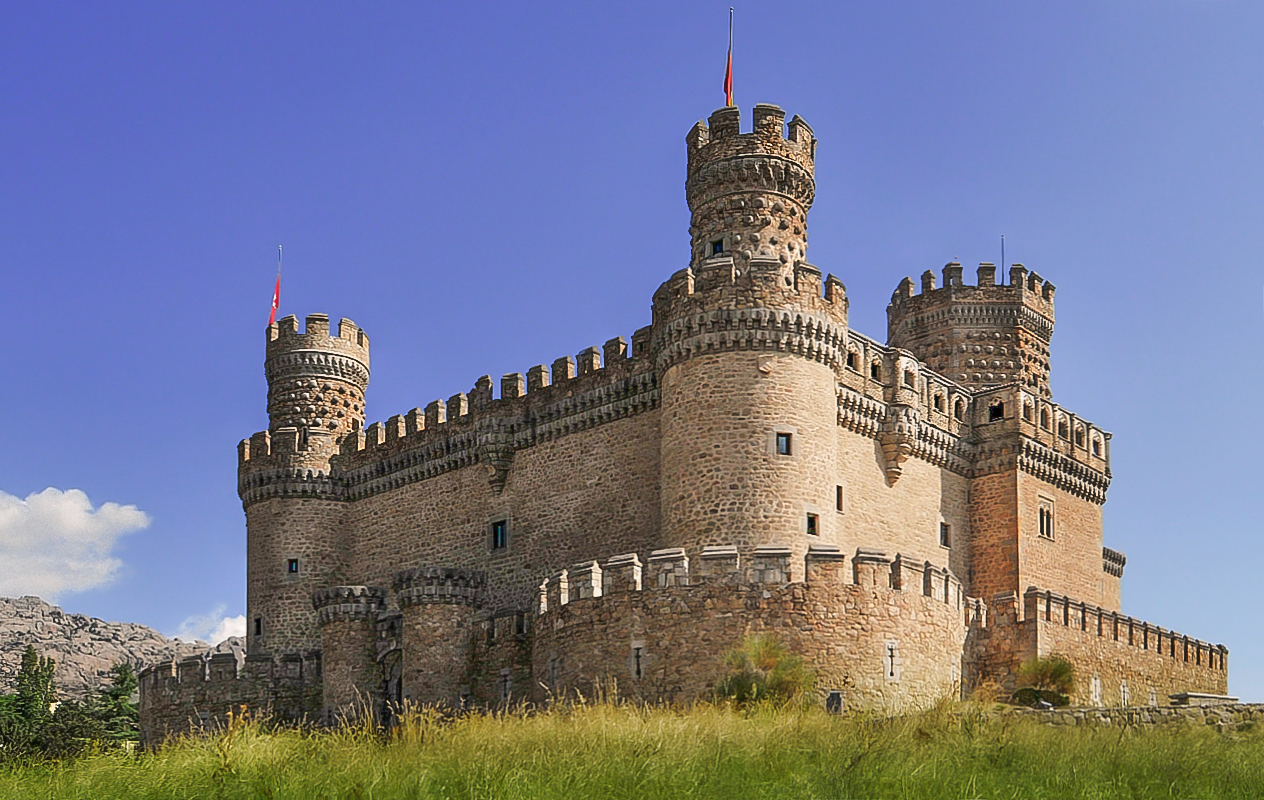
Castelo Manzanares el Real

### Relevo
O relevo da Comunidade de Madrid é bastante plano com uma altura média de aproximadamente 650 m. A Serra de Guadarrama e Somosierra pertencentes ao Sistema Central representam a zona montanhosa da comunidade, com cumes que superam 2 000 metros de altitude. Ambas serras estão na parte noroeste e norte da província. O cume mis alto da comunidade autónoma é o de Peñalara, com 2 430 m.

### Hidrografia
Os principais rios que banham a comunidade são os afluentes do rio Tejo. O principal rio afluente é o Jarama, para além dos rios Manzanares, Henares, Guadarrama e Alberche.

### Clima
A Comunidade de Madrid, devido à sua geografia complexa, rodeada de montanhas e vales, possui um microclima mediterrânico continental, caracterizado por grandes amplitudes térmicas, temperaturas extremas e precipitações extremamente irregulares. 
Os invernos são frescos, com temperaturas inferiores a 8° C e neves ocasionais, atingindo mesmo -8 Cº ou menos em certas partes da região durante Dezembro e Janeiro. Os verões são quentes, com temperaturas médias superiores a 24° C em julho e agosto e com máximas que muitas vezes superam os 35° C. Nos últimos cinco anos, as longas ondas de calor têm vindo a ser cada vez mais frequentes, ultrapassando facilmente os 40°C durante o dia e provocando noites tropicais, incluso algumas noites equatoriais. 

### Demografia
Os principais municípios são: Madrid (3 155 359 habitantes), Móstoles (204 463), Alcalá de Henares (197 804), Fuenlabrada 195 131), Leganés (181 248), Alcorcón (162 524), Getafe 157 397), Torrejón de Ardoz (109 483), Alcobendas (103 149) e Parla (91 024). Os arredores do município de Madrid destacam-se pela expressiva comunidade cigana, vinda da Europa Central (40 000 indivíduos).

## Economia
A Comunidade de Madrid é a que goza de maior riqueza por habitante: 27 279 euros (31% acima da média nacional) em 2005, seguida pelas comunidades do País Basco, Navarra e Catalunha nesta ordem. É a primeira região industrial do país.
Dentre as indústrias se destaca a metalurgia (em Pinto e Alcalá de Henares), a siderurgia (em Villaverde), indústrias químicas (em Colmenar Viejo e Alcobendas), de transporte (em Villaverde e Barajas em Madrid, Getafe, Torrejón de Ardoz e Fuenlabrada), elétrica (em Coslada e Móstoles), de construção de aviões (em Getafe), mecânica de precisão (em Madrid).
Madrid é a sede da maioria das empresas mais importantes do país, tanto nacionais como estrangeiras, e concentra o maior volume de companhias de novas tecnologias (como a Indra, Ericsson, Alcatel-Lucent, Telefónica, Microsoft ou IBM).

## Política

### Presidentes da Comunidade de Madrid
| Nº | Nome                   | Início | Fim      | Partido | Notas                                                 |
| -- | ---------------------- | ------ | -------- | ------- | ----------------------------------------------------- |
| 1. | Joaquín Leguina        | 1983   | 1995     | PSOE    | Primeiro presidente da Comunidade Autónoma de Madrid. |
| 2. | Alberto Ruiz-Gallardón | 1995   | 2003     | PP      |                                                       |
| 3. | Esperanza Aguirre      | 2003   | 2012     | PP      |                                                       |
| 4. | Ignacio González       | 2012   | 2015     | PP      |                                                       |
| 5. | Cristina Cifuentes     | 2015   | 2018     | PP      |                                                       |
| 6. | Ángel Garrido          | 2018   | 2019     | PP      |                                                       |
| 7. | Isabel Díaz Ayuso      | 2019   | presente | PP      |                                                       |

### Eleições legislativas
| Data | %     | %   | %     | %    | %     | %   | %     | %     | %     | %   | %     | %  | %     | %   | %     | %  | %     | %    | %     | % | %   | %   | %   | %   | %  | %  |
| Data | UCD   | UCD | PSOE  | PSOE | PCE   | PCE | AP/PP | AP/PP | PSP   | PSP | UN    | UN | CDS   | CDS | IU    | IU | UPyD  | UPyD | P     | P | C's | C's | VOX | VOX | UP | UP |
| ---- | ----- | --- | ----- | ---- | ----- | --- | ----- | ----- | ----- | --- | ----- | -- | ----- | --- | ----- | -- | ----- | ---- | ----- | - | --- | --- | --- | --- | -- | -- |
| 1977 | 31,95 | 11  | 31,68 | 11   | 10,70 | 4   | 10,48 | 3     | 9,16  | 3   |       |    |       |     |       |    |       |      |       |   |     |     |     |     |    |    |
| 1979 | 33,14 | 12  | 33,34 | 12   | 13,46 | 4   | 8,60  | 3     |       |     | 4,80  | 1  |       |     |       |    |       |      |       |   |     |     |     |     |    |    |
| 1982 | 3,35  | 1   | 52,09 | 18   | 4,98  | 1   | 32,26 | 11    | 0,82  | -   | 4,10  | 1  |       |     |       |    |       |      |       |   |     |     |     |     |    |    |
| 1986 |       |     | 40,81 | 15   | IU    | IU  | 31,97 | 11    |       |     | 13,94 | 5  | 6,03  | 2   |       |    |       |      |       |   |     |     |     |     |    |    |
| 1989 | 33,49 | 12  | 34,22 | 12   | IU    | IU  | 10,99 | 4     | 15,42 | 5   |       |    |       |     |       |    |       |      |       |   |     |     |     |     |    |    |
| 1993 | 34,96 | 13  | 43,92 | 16   | IU    | IU  | 2,99  | -     | 14,58 | 5   |       |    |       |     |       |    |       |      |       |   |     |     |     |     |    |    |
| 1996 | 31,42 | 11  | 49,29 | 17   | IU    | IU  | 0,37  | -     | 16,44 | 6   |       |    |       |     |       |    |       |      |       |   |     |     |     |     |    |    |
| 2000 | 33,06 | 12  | 52,52 | 19   | IU    | IU  | 0,11  | -     | 9,12  | 3   |       |    |       |     |       |    |       |      |       |   |     |     |     |     |    |    |
| 2004 | 44,11 | 16  | 45,02 | 17   | IU    | IU  | 0,21  | -     | 6,43  | 2   |       |    |       |     |       |    |       |      |       |   |     |     |     |     |    |    |
| 2008 | 39,68 | 15  | 49,19 | 18   | IU    | IU  | 0,04  | -     | 4,66  | 1   | 3,74  | 1  | 0,11  | -   |       |    |       |      |       |   |     |     |     |     |    |    |
| 2011 | 26,05 | 10  | 50,97 | 19   | IU    | IU  |       |       | 8,04  | 3   | 10,30 | 4  |       |     |       |    |       |      |       |   |     |     |     |     |    |    |
| 2015 | 17,84 | 6   | 33,44 | 13   | IU    | IU  | 5,26  | 2     | 1,20  | -   | 20,90 | 8  | 18,82 | 7   | 0,63  | -  |       |      |       |   |     |     |     |     |    |    |
| 2016 | 19,57 | 7   | UP    | UP   | 38,25 | 15  | UP    | UP    | 0,42  | -   | UP    | UP | 17,79 | 6   | 0,48  | -  | 21,29 | 8    |       |   |     |     |     |     |    |    |
| 2019 |       |     | UP    | UP   | 27,27 | 11  | UP    | UP    | 18,64 | 7   | UP    | UP |       |     | 20,95 | 8  | 13,86 | 5    | 16,23 | 6 |     |     |     |     |    |    |